# Бетмен: Людина, що сміється
«Бетмен: Людина, що сміється» (англ. Batman: The Man Who Laughs) — комікс Еда Брубейкера та Дага Манкі, виданий у лютому 2005 року. Розповідає про першу зустріч Бетмена і Джокера. Події відбуваються у період після Кризи часу. Сюжет ґрунтується на оригінальній появі Джокера у Batman #1 (1940). Історія «Зображення» у Batman: Legends of the Dark Knight #50 є альтернативним поглядом на ті ж події у час після Кризи на нескінченних Землях.
Назва є посиланням на роман Віктора Гюго «Людина, яка сміється», головний герой якого є одним із прототипів Джокера.
Комікс було перевидано у м'якій та твердій обкладинках разом із Detective Comics #784–786, сюжетної лінії «Made of Wood», також написаної Брубейкером із малюнками Патріка Зірчера.

## Сюжет
Капітан Джеймс Ґордон й інші офіцери досліджують склад, наповнений спотвореними тілами. Бетмен з'являється і розмовляє з Ґордоном. Пізніше, Брюс Вейн, перебуваючи на званому вечорі, розмовляє з приятелем-мільйонером Генрі Кларіджем. У сусідній кімнаті по телевізору жінка-репортер оголошує про відкриття клініки Аркхем. Раптово вона починає сміятися без зупинки і незабаром помирає із виразом обличчя, аналогічним жертвам на складі. Джокер (на той час ще так не названий) вступає в кадр і оголошує, що опівночі він уб'є Клеріджа.
Брюс покидає вечір і зустрічається з Ґордоном в ролі Бетмена у клініці Аркхем. На стіні однієї з камер Джокер написав «Один за одним, вони почують мій заклик. Потім це місто гріхів упаде, слідуючи по моїх стопах.» Ґордон встановив варту у будинку Клеріджа. Клерідж починає нестримно сміятися в міру того, як його обличчя стає смертельно блідим. Тим часом Джокер входить в Медичний центр Вільямса. Після вбивства охорони, він озброює ув'язнених і випускає їх на вулиці Ґотем-сіті. Бетмен прибуває і зупиняє декількох ув'язнених.
Поки Бетмен займається дослідженнями у Бет-печері, Джокер знову з'являється на телебаченні, щоб зробити схожу на попередню погрозу, цього разу направлену у бік Джей В. Вайлда. Бетмен з'ясовує, що Клерідж був убитий отрутою, що діє через певний проміжок часу і повідомляє Ґордону, щоб той провів аналіз крові Вайлда. Однак аналіз нічого не показує. Поки Ґордон знаходиться в маєтку Вайлда з іншими офіцерами, за вікном поліцейський вертоліт зазнає аварії. Одразу з'являється Джокер і випускає димові гранати з отрутою в будівлю (на поліцейських і Бетмена були газові маски). Бетмен в якийсь момент ловить Джокера, але той вислизає, вбиваючи при цьому Вайлда.
Брюс маскується під репортера і йде на завод «Ace Chemical Processing». Перебуваючи під прикриттям, він бере інтерв'ю у декількох робочих, один з яких має білі ділянки шкіри на обличчі, ідентичні шкірі Джокера. Коли його запитали про це, він відповів, що ці ділянки він отримав через витік хімікатів, які потрапили йому на шкіру. Він також згадав іншого робітника, який опустив всю руку в чан з рідиною і волосся на його руці набуло зеленого забарвлення.
Джокер робить ще одну заяву на телебаченні. Цього разу він планує вбити суддю Томаса Лейка і Брюса Вейна. Поліцейські знаходяться в будинках обох; Ґордон в будинку Лейка. Брюс починає сміятися і бліднути, але його дворецький, Альфред Пенніворт, робить йому укол із речовиною, що уповільнює серцевий ритм, і зменшує поширення отрути. Тим часом банда озброєних людей, одягнених, як клоуни, в'їжджають на територію Лейка і відкривають стрілянину. Брюс, під впливом отрути, з'являються галюцинації про ніч, в яку загинули його батьки. Прийшовши до тями, він виявляє, що повністю одужав і знаходиться в машині швидкої допомоги. Інша група озброєних людей в клоунських костюмах обстрілюють машину. Брюс одягає костюм Бетмена, вибирається з машини швидкої допомоги непоміченим, і знешкоджує клоунів.
Бетмен бере поліцейський мотоцикл і зв'язується з Ґордоном за допомогою радіо. Він повідомляє Ґордону, що Брюс Вейн живий, і що він з'ясував, що замислив Джокер. Він каже Ґордону відключити подачу води в місто. Ґордон зв'язується з водосховищем, але не отримує відповіді. Бетмен їде туди, щоб зупинити Джокера і не дати йому отруїти все місто. Бетмен вступає в коротку сутичку з Джокером, перемагає його, роззброюючи, і не дає йому впасти в резервуар з отрутою, не дивлячись на всі бажання помститися Джокеру за всіх людей, ним убитих. Тому він ув'язнює психопата в Аркхемі.

## Послідовність
У той час, коли історія, наче, відбувається відразу після подій «Першого року», початок прив'язаний до завершення «Batman and the Mad Monk», в якому Ґордон знаходить склад трупів.
У коміксі «Смерть сім'ї» є ряд посилань на «Людину, яка сміється».

## Критика
Реакція критиків на комікс «Людина, що сміється» була, в основному, позитивна. Гіларі Голдштейн із IGN Comics сказала, що «коміксу не вистачає гладкого оповідання і майстерних діалогів, як у Алана Мура в «Убивчому жарті», але це гідне доповнення до класичної легенди Джокера». Голдштейн також додала, що «Джокер Брубейкера виглядає дуже автентично.»  Комікс зайняв 24 місце у рейтингу 25 найкращих графічних романів про Бетмена.
Дон МакФірсон з The Forth Rail висловив думку, що «Людина, що сміється» «позбавляє Джокера його таємничості», але заявив, що Брубейкер і Манкі змогли «упіймати жахливе божевілля і кровожерливість Джокера, не кажучи вже про силу Бетмена.» МакФірсон також високо оцінив, «як добре Брубейкер приніс життя у персонаж Джима Ґордона».

## Персонажі
- Брюс Вейн/Бетмен
- Джеймс Ґордон
- Джокер
- Альфред Пенніворт